# Гахапати
Гахапати или това, което често се превежда в будистката литература като стопанин обобщава различни термини. В по-широк смисъл това е всеки светски практикуващ, а в по-тесен смисъл заможен глава на семейство с престиж. В съвременните будистки общности стопанин е сининоним на светски човек или някой, който не е дал монашески обети.
Будисткото понятие за стопанин често се служи за контраст с Шрамана или скитащ аскет, а също с будистки монах или монахиня („бхикшу“ или „бхикшуни“), които няма да живеят (за по-дълги периоди) в нормална къща и ще търси свобода от привързаност към дом и семейство.
Светските шраваки – упасака и упасика са стопани или просто светски хора, които вземат убежище в трите скъпоценности: буда, дхарма и сангха и практикуват петте предписания. В общностите на югоизточна Азия светските ученици дават на монасите милостиня при техните ежедневни обиколки и съблюдават седмичния си упосатха ден. Будистите смятат, че практикуването на щедрост (дана) и етично поведение сами по себе си ще пречистят ума до степен, че прераждането в някоя от по-ниските божествени сфери е твърде вероятно дори без друга по-натъшна будистка практика. Такова ниво на постижение е смятано за подходящо за светските хора в Тхеравада. 

## В Тхеравада перспектива
В Пали канона стопаните (светските хора) получават разнообразни съвети от Буда и неговите ученици шраваки. Някои от главите на семейство, които са и светски практикуващи дори са определени като достигнали нирвана.
Същностните практики на светските хора са даването на петте обета (т.е. спазването на петте предписания) и вземане на убежище в трите скъпоценности. Освен това канонът поощрява известна връзка между стопаните и монашеството, което и днес ясно се вижда в общностите на югоизточна Азия

### Етика на мирянина
Тъй като няма официална част от Виная, която да е етичен кодекс на мирянина като такъв действа Сигаловада Сутта и е наречена „Виная за миряни“ (гихи виная). Тази Сутра включва:
- Изброяване на петте предписания
- анализ на добросърдечното приятелство (пали: сухада)
- описание на достойните действия за своите родители, учители, партньори, приятели, работници и духовни водачи.

По подобен начин Дхаммика Сутта включва:
- петте предписания
- осемте предписания за упосатха дните
- поддръжка за някой от родителите
- ангажиране в почтен бизнес

## В Махаяна перспектива
В Зен изтъкнати примери на светски практикуващи постигнали реализация са Вималакирти и мирянинът Пан.
Доген препоръчвал свертските хора да медитират поне по пет минути на ден..

## Във Ваджраяна перспектива
В традициите на Ваджраяна приемственостите има множество примери на изтъкнати светски практикуващи. Такива например са:
- Падмасамбхава, който е първият тантричен майстор в Тибет създал основата на школата Нингма,
- Марпа Лоцава, пренесъл Кагю приемствеността от Индия в Тибет,
- Дромтон Гялва Джунгне, основен ученик или „син на сърцето“ на Атиша,
- Мачиг Лабдрон, реализирана йогини предаваща практиката Чод и още много други примери.

Светските практикуващи исторически са особено важни за трите стари (наричани още червеношапкови) школи Нингма, Сакя и Кагю. За своето царуване крал Ландарма успява да унищожи установената манастирска и академична традиция, но не успява да прекъсне приемствеността предавана от поколение на поколение в семействата на светските практикуващи. Често използван термин за светски практикуващ във Ваджраяна е нгагпа (за мъж) и нгагма (съответно за жена) и в зависимост от ламата и приемствеността те могат да са дали определени обети или не, а също могат да бъдат стопани и глава на семейство или не. За практикуващия светски тантрик всички аспекти на ежедневния живот като брак, съжителство, отглеждане на деца, издържане на дома, чувствените удоволствия и т.н. се превръщат в средства за постигане на просветление. В днешно време нгагпа традицията е по-малко известна на фона на прочутите тибетски манастири, включително и поради пренебрежение и неразбиране.